# Supercopa da Itália de 2016
A Supercopa da Itália de 2016 ou Supercoppa Italiana 2016 foi a 29ª edição da competição. Foi disputada em partida única com o campeão do Serie A de 2015–16 (Juventus) e o vice-campeão da Coppa Italia de 2015–16 (Milan).

## Participantes
| Equipe   | Classificação                        |
| -------- | ------------------------------------ |
| Juventus | Campeão Serie A de 2015–16           |
| Milan    | Vice-campeão Coppa Italia de 2015–16 |

## Partida
| 23 de dezembro de 2016 | Juventus      | 1 – 1 (pro) | Milan           | Estádio Jassim Bin Hamad, Doha              |
| 13:30                  | Chiellini 18' | Relatório   | Bonaventura 38' | Público: 11 356 Árbitro: ITA Antonio Damato |

|                                            |       | Penalidades                             |  |
| Marchisio Mandžukić Higuaín Khedira Dybala | 3 – 4 | Lapadula Bonaventura Kucka Suso Pašalić |  |

| Juventus | Milan |

| JUVENTUS:            |    |                      |        |     |
|                      |    |                      |        |     |
| G                    | 1  | Gianluigi Buffon     |        |     |
| LD                   | 26 | Stephan Lichtsteiner | 35'    |     |
| Z                    | 24 | Daniele Rugani       |        |     |
| Z                    | 3  | Giorgio Chiellini    |        |     |
| LE                   | 12 | Alex Sandro          |        | 32' |
| M                    | 6  | Sami Khedira         |        |     |
| M                    | 8  | Claudio Marchisio    |        |     |
| M                    | 27 | Stefano Sturaro      |        | 79' |
| M                    | 5  | Miralem Pjanić       |        | 67' |
| A                    | 9  | Gonzalo Higuaín      | 120+1' |     |
| A                    | 17 | Mario Mandžukić      |        |     |
| Substituições:       |    |                      |        |     |
| LE                   | 33 | Patrice Evra         |        | 32' |
| A                    | 21 | Paulo Dybala         |        | 67' |
| M                    | 18 | Mario Lemina         |        | 79' |
| Treinador:           |    |                      |        |     |
| Massimiliano Allegri |    |                      |        |     |

| MILAN:            |    |                      |     |      |
|                   |    |                      |     |      |
| G                 | 99 | Gianluigi Donnarumma |     |      |
| LD                | 20 | Ignazio Abate        |     | 102' |
| Z                 | 29 | Gabriel Paletta      |     |      |
| Z                 | 13 | Alessio Romagnoli    | 43' |      |
| LE                | 2  | Mattia De Sciglio    | 70' |      |
| M                 | 33 | Juraj Kucka          | 59' |      |
| M                 | 73 | Manuel Locatelli     |     | 73'  |
| M                 | 91 | Andrea Bertolacci    |     |      |
| A                 | 8  | Suso                 |     |      |
| A                 | 70 | Carlos Bacca         |     | 102' |
| A                 | 5  | Giacomo Bonaventura  |     |      |
| Substituições:    |    |                      |     |      |
| LE                | 31 | Luca Antonelli       |     | 102' |
| M                 | 80 | Mario Pašalić        |     | 73'  |
| A                 | 9  | Gianluca Lapadula    |     | 102' |
| Treinador:        |    |                      |     |      |
| Vincenzo Montella |    |                      |     |      |

## Campeão
| Campeão da Supercopa da Itália de 2016 |
| -------------------------------------- |
| Milan 7° titulo                        |